# 老君洞 (浮山)
35°57′00″N 111°48′00″E / 35.95000°N 111.80000°E
老君洞位于中国山西省浮山县张庄乡梁村，2006年被列为第六批全国重点文物保护单位。
老君洞始建于唐武德二年（619年），现仅存老君殿一座，为砖石仿木结构建筑，坐北朝南，面阔三间，进深二间，高4.4米，单檐歇山顶。内壁上嵌有39块明嘉靖十年（1531年）石刻《太上老君八十一显化图》，殿内还有明嘉靖四十年（1561年）壁画《黄箓朝圣图》共77.86平方米。